# رنگ سرچشمه
رنگ سرچشمه (به انگلیسی: Upstream Color) فیلمی آمریکایی، به نویسندگی، کارگردانی و تهیه‌کنندگی شین کاروث و محصول سال ۲۰۱۳ است.

این فیلم دوّمین ساختهٔ کاروث پس از آغازگر می‌باشد.
رنگ سرچشمه، نخستین بار در جشنواره فیلم ساندنس ۲۰۱۳ بر روی پرده رفت و روایت‌گر داستانی‌ست که در آن زندگی یک مرد و زن تحت‌تأثیر انگلی مرموز قرار می‌گیرد.